# Africa Continent Cup T20
La Africa Continent Cup T20 (ufficialmente Continent Cup T20 Africa) sono una competizione riservata alle africane, organizzata dalla International League T20, con sede negli Emirati Arabi. La competizione è formalmente riconosciuta dalla Federazione Internazionale di Cricket.

## Edizioni
| Edizione      | Edizione      | Podio    | Podio   | Podio    |
| Anno          | Organizzatore | Campione | Seconda | Terza    |
| ------------- | ------------- | -------- | ------- | -------- |
| 2023 Dettagli | Kenya         | Uganda   | Kenya   | Botswana |
| 2024 Dettagli | Ruanda        | Uganda   | Nigeria | Ruanda   |

## Medagliere
| Posiz. | Nazione  | Oro | Argento | Bronzo | Totale |
| ------ | -------- | --- | ------- | ------ | ------ |
| 1      | Uganda   | 2   | 0       | 0      | 2      |
| 2      | Kenya    | 0   | 1       | 0      | 1      |
| 2      | Nigeria  | 0   | 1       | 0      | 1      |
| 4      | Botswana | 0   | 0       | 1      | 1      |
| 4      | Ruanda   | 0   | 0       | 1      | 1      |
| Totale | Totale   | 2   | 2       | 2      | 6      |